# Tiwulandu
Tiwulandu is een bestuurslaag in het regentschap Brebes van de provincie Midden-Java, Indonesië. Tiwulandu telt 2842 inwoners (volkstelling 2010).